# Bothmerstraße 16 (München)

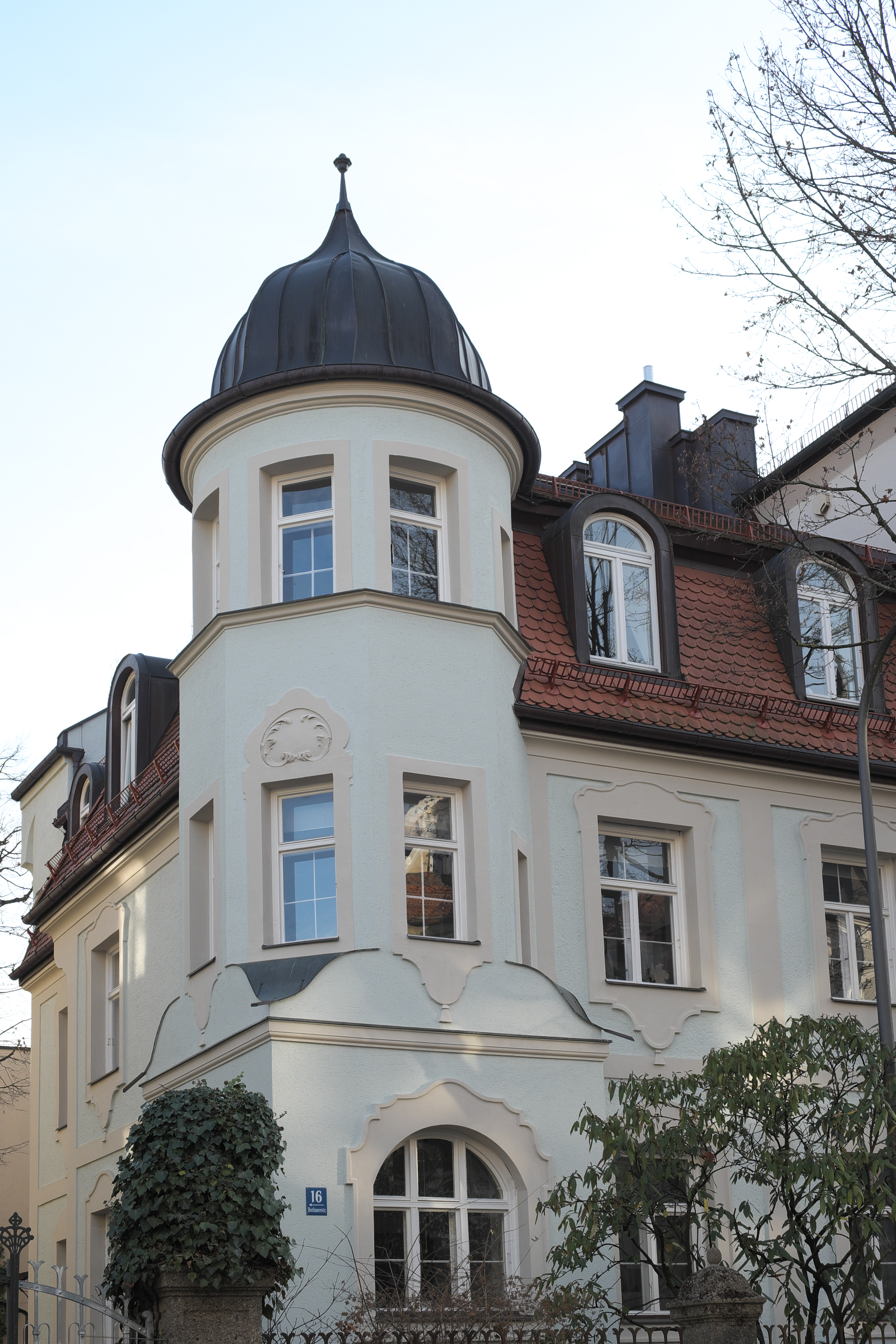
Haus Bothmerstraße 16 in München-Neuhausen

Das Haus Bothmerstraße 16 ist eine denkmalgeschützte Villa im Münchner Stadtteil Neuhausen.
Das dreigeschossige Eckhaus wurde 1897 nach Plänen von Heinrich Lang errichtet. Der barockisierende Bau mit rundem Erkerturm an der Ecke ist mit Stuckverzierungen geschmückt.